# Kansas City Chiefs 2019
La stagione 2019 dei Kansas City Chiefs è stata la 50ª della franchigia nella National Football League, la 60ª complessiva e la settima con Andy Reid come capo-allenatore. La squadra replicò il record di 12-4 della stagione precedente, terminando con il secondo record dell'AFC e con la possibilità di saltare il primo turno di playoff. La squadra fu ancora guidata dal quarterback Patrick Mahomes, MVP dell'anno precedente, che passò oltre 4.000 yard e 26 touchdown malgrado l'avere perso due partite per infortunio.
Nel divisional round dei playoff i Chiefs rimontarono un record di franchigia di 24 punti agli Houston Texans, andando a vincere per 51-31 e ospitando la finale di conference per il secondo anno consecutivo. Nella finale della AFC Kansas City batté la squadra sorpresa della stagione, i Tennessee Titans, qualificandosi per il suo primo Super Bowl dal 1969.
Il 2 febbraio 2020 all'Hard Rock Stadium di Miami, i Chiefs vinsero il loro primo titolo da cinquant'anni battendo i San Francisco 49ers per 31-20. MVP della partita fu eletto il quarterback Mahomes che completò 26 passaggi su 42 per 286 yard, 2 touchdown e intercetti subiti, correndo anche 29 yard e segnando un terzo touchdown su corsa. All'età di 24 anni fu il più giovane MVP del Super Bowl della storia.

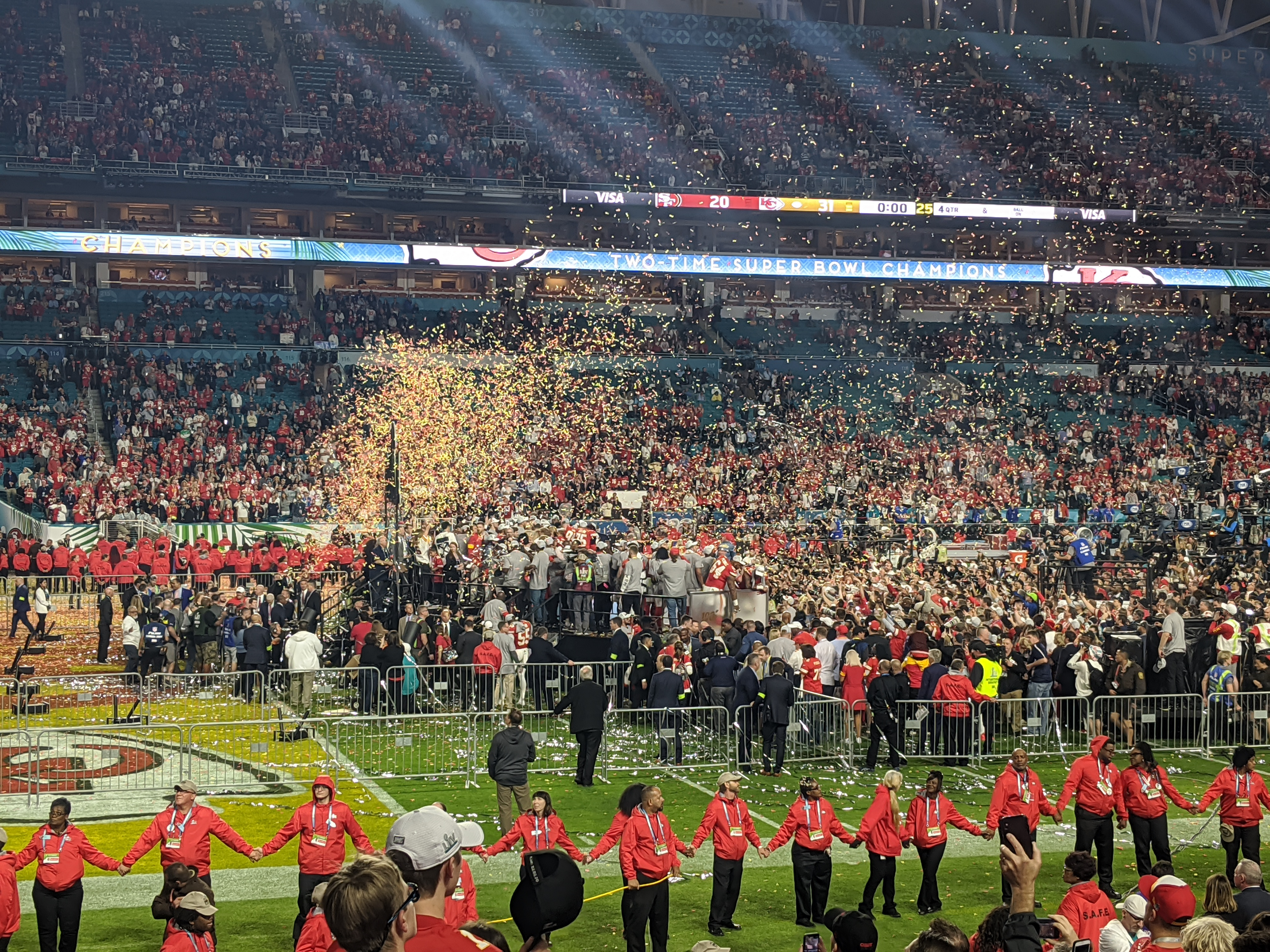
I festeggiamenti all'Hard Rock Stadium dopo la vittoria del Super Bowl

## Scelte nel Draft 2019
| Scelte dei Chiefs nel Draft 2019 |        |                 |                  |                  |
| Giro                             | Scelta | Giocatore       | Ruolo            | College          |
| 2                                | 56     | Mecole Hardman  | Wide Receiver    | Georgia          |
| 2                                | 63     | Juan Thornhill  | Safety           | Virginia         |
| 3                                | 84     | Khalen Saunders | Defensive tackle | Western Illinois |
| 6                                | 201    | Rashad Fenton   | Cornerback       | South Carolina   |
| 6                                | 214    | Darwin Thompson | Running back     | Utah State       |
| 7                                | 216    | Nick Allegretti | Guard            | Illinois         |

## Staff
| Staff dei Kansas City Chiefs nel 2019 |
| --- |
| Organi dirigenziali - Chairman/CEO: Clark Hunt - Presidente: Mark Donovan - General Manager: Brett Veach - Assistente General Manager: Joel Collier - Assistente esecutivo del General Manager: Debbie Ball Capo allenatore - Andy Reid Altri allenatori - Preparatore atletico – Barry Rubin - Assistente – Travis Crittenden - Assistente – Devin Woodhouse - Scienza sportiva/condizione – Ryan Reynolds Allenatori dell'attacco - Coordinatore offensivo: – Eric Bieniemy - Quarterback – Mike Kafka - Running Back – Deland McCullough - Wide Receiver – Greg Lewis - Tight Ends – Tom Melvin - Offensive Line – Andy Heck - Assistente Quarterback/Assistente Offensive Line – Corey Matthaei - Controllo qualità - Joe Blaymeir - Controllo qualità - Mike Kafka Allenatori della difesa - Coordinatore difensivo: Steve Spagnuolo - Defensive Line – Britt Reid - Assistant Defensive Line – Mike Smith - Linebacker – Gary Gibbs - Assistente Linebacker – Mark DeLeone - Defensive Back – Emmitt Thomas - Defensive Back/Cornerback – Al Harris - Assistente difesa – Vacante Allenatori dello special team - Coordinatore dello Special Team: David Toub - Assistente dello Special Team: Rod Wilson |

## Roster
| Roster dei Kansas City Chiefs nel 2019 |
| --- |
| Quarterback - 4 Chad Henne - 15 Patrick Mahomes - 8 Matt Moore Running Back - 25 LeSean McCoy - 42 Anthony Sherman FB - 34 Darwin Thompson - 26 Damien Williams Wide Receiver - 17 Mecole Hardman - 10 Tyreek Hill - 13 Byron Pringle - 11 Demarcus Robinson - 14 Sammy Watkins Tight End - 81 Blake Bell - 87 Travis Kelce - 82 Deon Yelder Offensive Linemen - 73 Nick Allegretti G - 68 Jackson Barton T - 76 Laurent Duvernay-Tardif G - 75 Cameron Erving T - 72 Eric Fisher T - 60 Ryan Hunter T - 62 Austin Reiter C - 71 Mitchell Schwartz T - 61 Stefen Wisniewski G - 77 Andrew Wylie G Defensive Linemen - 55 Frank Clark DE - 52 Demone Harris DE - 95 Chris Jones DT - 92 Tanoh Kpassagnon DE - 91 Derrick Nnadi DT - 64 Mike Pennel DT - 99 Khalen Saunders DT - 94 Terrell Suggs DE - 98 Xavier Williams DT Linebacker - 53 Anthony Hitchens OLB - 50 Darron Lee OLB - 56 Ben Niemann MLB - 44 Dorian O'Daniel OLB - 59 Reggie Ragland MLB - 54 Damien Wilson OLB Defensive Back - 21 Bashaud Breeland CB - 30 Alex Brown CB - 20 Morris Claiborne CB - 27 Rashad Fenton CB - 29 Kendall Fuller CB - 24 Jordan Lucas SS - 32 Tyrann Mathieu SS - 49 Daniel Sorensen FS - 35 Charvarius Ward CB - 23 Armani Watts SS Special Team - 7 Harrison Butker K - 2 Dustin Colquitt P - 41 James Winchester LS Lista delle riserve - 80 Felton Davis WR (IR) - 47 Darius Harris OLB (NF-Inj.) - 19 Marcus Kemp WR (IR) - -- Anthony Lanier DE (Futures) - 40 John Lovett FB/TE (IR) - 83 Alizé Mack TE (Futures) - 38 Marcus Marshall RB (Futures) - 97 Alex Okafor DE (IR) - 90 Emmanuel Ogbah DE (IR) - 74 Martinas Rankin T (IR) - -- Keith Reaser CB (IR) - 70 Greg Senat T (IR) - 57 Breeland Speaks DE (IR) - 22 Juan Thornhill FS (IR) - 96 Tim Ward DE (NF-Inj.) - 39 Spencer Ware RB (IR) - 88 David Wells TE (IR) - 31 Darrel Williams RB (IR) Squadra di allenamento - 12 Gehrig Dieter WR - 1 Jody Fortson - 96 Braxton Hoyett DT - 48 Nick Keizer TE - 38 Chris Lammons CB - -- Devaroe Lawrence DT - 30 Elijah McGuire RB - 9 Kyle Shurmur QB - 43 Emmanuel Smith LB - 45 Mike Weber RB Roster aggiornato al 20 gennaio 2020 53 attivi, 18 inattivi, 10 nella squadra di allenamento |
| Legenda - I rookie sono in corsivo. - Il primo ruolo è il principale mentre gli eventuali successivi indicano i ruoli secondari. - (IR) sta per Injured Reserve ed indica la lista ristretta per un solo giocatore infortunato che può tornare ad allenarsi dopo la settimana 6 e a rientrare in prima squadra dopo che questa ha giocato 8 partite. - (NF-Inj.) / (NF-Ill.) stanno rispettivamente per Non-Football Injured e Non-Football Illness ed indicano le liste dove viene inserito un giocatore che ha un infortunio o una malattia non dipendente dal football americano. - (PUP) sta per Physically Unable to Perform ed indica la lista dove viene inserito un giocatore mentre è in attesa di recuperare la condizione fisica. Nella stagione regolare dopo la sesta partita giocata dalla propria squadra, il giocatore ha tempo tre settimane per riprendere ad allenarsi, più tre settimane aggiuntive dal suo rientro agli allenamenti per rientrare in prima squadra. |

## Calendario

### Stagione regolare
| Stagione regolare |                    |                         |                    |                    |                            |                    |
| Turno             | Data               | Avversario              | Risultato          | Record             | Stadio                     | Sintesi            |
| 1                 | 8 settembre        | at Jacksonville Jaguars | V 40–26            | 1–0                | TIAA Bank Field            | Recap              |
| 2                 | 15 settembre       | at Oakland Raiders      | V 28–10            | 2–0                | RingCentral Coliseum       | Recap              |
| 3                 | 22 settembre       | Baltimore Ravens        | V 33–28            | 3–0                | Arrowhead Stadium          | Recap              |
| 4                 | 29 settembre       | at Detroit Lions        | V 34–30            | 4–0                | Ford Field                 | Recap              |
| 5                 | 6 ottobre          | Indianapolis Colts      | S 13–19            | 4–1                | Arrowhead Stadium          | Recap              |
| 6                 | 13 ottobre         | Houston Texans          | S 24–31            | 4–2                | Arrowhead Stadium          | Recap              |
| 7                 | 17 ottobre         | at Denver Broncos       | V 30–6             | 5–2                | Empower Field at Mile High | Recap              |
| 8                 | 27 ottobre         | Green Bay Packers       | S 24–31            | 5–3                | Arrowhead Stadium          | Recap              |
| 9                 | 3 novembre         | Minnesota Vikings       | V 26–23            | 6–3                | Arrowhead Stadium          | Recap              |
| 10                | 10 novembre        | at Tennessee Titans     | S 32–35            | 6–4                | Nissan Stadium             | Recap              |
| 11                | 18 novembre        | at Los Angeles Chargers | V 24–17            | 7–4                | Estadio Azteca             | Recap              |
| 12                | Settimana di pausa | Settimana di pausa      | Settimana di pausa | Settimana di pausa | Settimana di pausa         | Settimana di pausa |
| 13                | 1 dicembre         | Oakland Raiders         | V 40–9             | 8–4                | Arrowhead Stadium          | Recap              |
| 14                | 8 dicembre         | at New England Patriots | V 23–16            | 9–4                | Gillette Stadium           | Recap              |
| 15                | 15 dicembre        | Denver Broncos          | V 23–3             | 10–4               | Arrowhead Stadium          | Recap              |
| 16                | 22 dicembre        | at Chicago Bears        | V 26–3             | 11–4               | Soldier Field              | Recap              |
| 17                | 29 dicembre        | Los Angeles Chargers    | V 31–21            | 12–4               | Arrowhead Stadium          | Recap              |

Note: gli avversari della propria division sono in grassetto.

### Playoff
| Playoff          |                                           |                                           |                                           |                                           |                                           |                                           |
| Turno            | Data                                      | Avversario (seed)                         | Risultato                                 | Record                                    | Stadio                                    | Sintesi                                   |
| Wild Card        | Qualificati direttamente al secondo turno | Qualificati direttamente al secondo turno | Qualificati direttamente al secondo turno | Qualificati direttamente al secondo turno | Qualificati direttamente al secondo turno | Qualificati direttamente al secondo turno |
| Divisional       | 12 gennaio 2020                           | Houston Texans (4)                        | V 51–31                                   | 1–0                                       | Arrowhead Stadium                         | Recap                                     |
| AFC Championship | 19 gennaio 2020                           | Tennessee Titans (6)                      | V 35–24                                   | 2–0                                       | Arrowhead Stadium                         | Recap                                     |
| Super Bowl LIV   | 2 febbraio 2020                           | San Francisco 49ers (N1)                  | V 31–20                                   | 3–0                                       | Hard Rock Stadium                         | Recap                                     |

## Classifiche

### Division
| AFC West             | AFC West | AFC West | AFC West | AFC West | AFC West | AFC West | AFC West | AFC West |
| vedi • disc. • mod.  | V        | S        | P        | PCT      | DIV      | CONF     | PF       | PS       |
| -------------------- | -------- | -------- | -------- | -------- | -------- | -------- | -------- | -------- |
| Kansas City Chiefs   | 12       | 4        | 0        | .750     | 9–3      | 5-3      | 308      | 256      |
| Denver Broncos       | 7        | 9        | 0        | .438     | 3–3      | 6-6      | 225      | 250      |
| Oakland Raiders      | 7        | 9        | 0        | .438     | 3-3      | 5-7      | 224      | 218      |
| Los Angeles Chargers | 5        | 11       | 0        | .313     | 0–6      | 3-9      | 172      | 197      |
|                      |          |          |          |          |          |          |          |          |
|                      |          |          |          |          |          |          |          |          |

### Conference
| American Football Conference           | American Football Conference | American Football Conference | American Football Conference | American Football Conference | American Football Conference | American Football Conference | American Football Conference | American Football Conference | American Football Conference | American Football Conference |
| Pos.                                   | Squadra                      | Division                     | V                            | S                            | P                            | PCT                          | DIV                          | CONF                         | SOS                          | SOV                          |
| Capolista di Division                  | Capolista di Division        | Capolista di Division        | Capolista di Division        | Capolista di Division        | Capolista di Division        | Capolista di Division        | Capolista di Division        | Capolista di Division        | Capolista di Division        | Capolista di Division        |
| -------------------------------------- | ---------------------------- | ---------------------------- | ---------------------------- | ---------------------------- | ---------------------------- | ---------------------------- | ---------------------------- | ---------------------------- | ---------------------------- | ---------------------------- |
| 1                                      | Baltimore Ravens             | North                        | 14                           | 2                            | 0                            | .875                         | 5–1                          | 10–2                         | .400                         | .356                         |
| 2                                      | Kansas City Chiefs           | West                         | 12                           | 4                            | 0                            | .750                         | 6–0                          | 9–3                          | .436                         | .414                         |
| 3                                      | New England Patriots         | East                         | 12                           | 4                            | 0                            | .750                         | 5-1                          | 8-4                          | .549                         | .507                         |
| 4                                      | Houston Texans               | South                        | 10                           | 6                            | 0                            | .625                         | 4-2                          | 8-4                          | .441                         | .459                         |
| Wild Card                              |                              |                              |                              |                              |                              |                              |                              |                              |                              |                              |
| 5                                      | Buffalo Bills                | East                         | 10                           | 6                            | 0                            | .625                         | 3-3                          | 7-5                          | .330                         | .214                         |
| 6                                      | Tennessee Titans             | South                        | 9                            | 7                            | 0                            | .563                         | 3-3                          | 7-5                          | .539                         | .452                         |
| In corsa per i play-off                |                              |                              |                              |                              |                              |                              |                              |                              |                              |                              |
| 7                                      | Pittsburgh Steelers          | North                        | 8                            | 8                            | 0                            | .500                         | 3-3                          | 6-6                          | .481                         | .336                         |
| 8                                      | Denver Broncos               | West                         | 7                            | 9                            | 0                            | .438                         | 3-3                          | 6-6                          | .554                         | .353                         |
| 9                                      | Oakland Raiders              | West                         | 7                            | 9                            | 0                            | .438                         | 3-3                          | 5-7                          | .451                         | .404                         |
| 10                                     | Indianapolis Colts           | South                        | 7                            | 9                            | 0                            | .438                         | 3-3                          | 5-7                          | .630                         | .575                         |
| 11                                     | New York Jets                | East                         | 7                            | 9                            | 0                            | .438                         | 2-4                          | 4-8                          | .485                         | .275                         |
| 12                                     | Jacksonville Jaguars         | South                        | 6                            | 10                           | 0                            | .375                         | 2-4                          | 6-6                          | .500                         | .500                         |
| 13                                     | Cleveland Browns             | North                        | 6                            | 10                           | 0                            | .375                         | 3-3                          | 6-6                          | .544                         | .419                         |
| 14                                     | Los Angeles Chargers         | West                         | 5                            | 11                           | 0                            | .313                         | 0-6                          | 3-9                          | .490                         | .300                         |
| 15                                     | Miami Dolphins               | East                         | 5                            | 11                           | 0                            | .313                         | 2-4                          | 4-8                          | .554                         | .450                         |
| 16                                     | Cincinnati Bengals           | North                        | 2                            | 14                           | 0                            | .125                         | 1-5                          | 2-10                         | .639                         | .000                         |
| Criteri di spareggio                   |                              |                              |                              |                              |                              |                              |                              |                              |                              |                              |
| 1.                                     |                              |                              |                              |                              |                              |                              |                              |                              |                              |                              |
| Legenda                                |                              |                              |                              |                              |                              |                              |                              |                              |                              |                              |
| w — wild card ottenuta                 |                              |                              |                              |                              |                              |                              |                              |                              |                              |                              |
| x — partecipazione ai playoff ottenuta |                              |                              |                              |                              |                              |                              |                              |                              |                              |                              |
| y — campioni di division               |                              |                              |                              |                              |                              |                              |                              |                              |                              |                              |
| z — salto del primo turno di play-off  |                              |                              |                              |                              |                              |                              |                              |                              |                              |                              |
| * — vantaggio del campo ottenuto       |                              |                              |                              |                              |                              |                              |                              |                              |                              |                              |

## Premi
- Patrick Mahomes:

MVP del Super Bowl

### Premi settimanali e mensili
- Patrick Mahomes:

giocatore offensivo della AFC della settimana 2
quarterback della settimana 2
quarterback della settimana 3
giocatore offensivo della AFC del mese di settembre
- Harrison Butker:

giocatore degli special team della AFC della settimana 9
giocatore degli special team della AFC del mese di novembre